# Listă a bătăliilor celui de-al Doilea Război Mondial

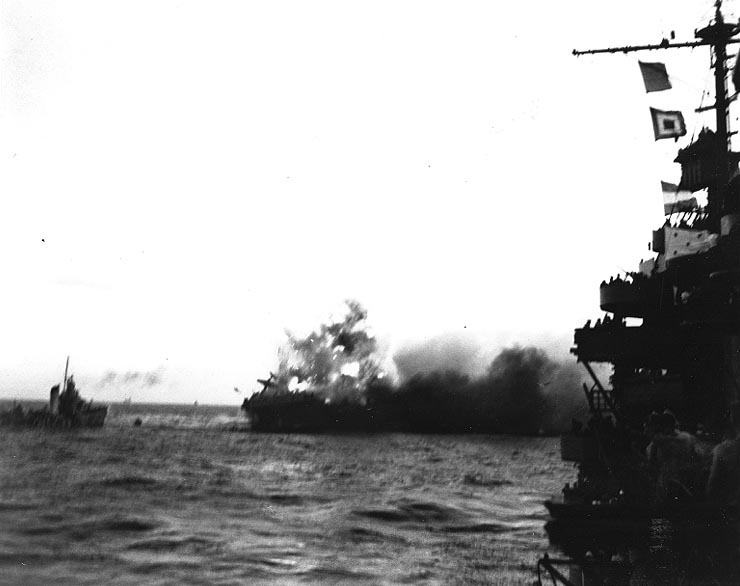
Explozia portavionului USS Lexington în timpul Bătăliei din Marea Coralilor.

Aceasta este lista bătăliilor din cel de-al Doilea Război Mondial cuprinzând luptele terestre, navale, aeriene, precum și campaniile, operațiile, liniile defensive și asediile. Campaniile, în general, se referă la operațiuni strategice de mare amploare efectuate pe teritorii mai mari și pe o perioadă lungă de timp. Bătăliile, în general, se referă la perioade scurte de luptă intensă localizate într-o anumită zonă și pe o anumită perioadă de timp. Cu toate acestea, utilizarea termenilor în denumirea unor astfel de evenimente nu este consecventă. De exemplu, Bătălia Atlanticului a fost mai mult sau mai puțin un teatru de război întreg, și lupta a durat pe durata întregului război. Un alt termen impropriu este Bătălia Angliei, care, prin din toate punctele de vedere ar trebui să fie considerată o campanie și nu o luptă simplă.

## Bătălii

### 1939
| • Invazia Poloniei de către trupele naziste (“Fall Weiß”) Bătălia de la Westerplatte Bătălia de la Bzura Bătălia de la Mlawa Bătălia de la Tomaszów Lubelski Bătălia de la Kock (1939) Asediul Varșoviei (1939) | • Invazia Poloniei de către trupele Uniunii Sovietice Comuniste. Bătălia de la Lwów (1939); Bătălia de la Wilno(1939); Bătălia de la Grodno (1939); Bătălia de la Szack; Bătălia de la Wytyczno; |  |
| • Ofensiva din Saar | Francezii atacă în Saarland. |  |
| • Războiul de Iarnă Bătălia de la Tolvajärvi Bătălia de la Suomussalmi Bătălia de la Kollaa Bătălia de la Salla Bătălia de la Kuhmo                                                                             | Finlanda este invadată de Uniunea Sovietică și, inițial, rezistă cu succes. |  |
| • Prima Bătălia de la Changsha | Prima tentativă japoneză de a cuceri Changsha în China în timpul cel de-Al Doilea Război Chino-Japonez.                                                                                          |  |
| • Bătălia de la Río de la Plata | Cuirasatul Admiral Graf Spee vânat de flota britanică, care a fost în blocat în portul Montevideo, și în final sabordat.                                                                         |  |

### 1940
Europa de Vest
- Operațiunea Weserübung invazia nazistă a Danemarcei și a Norvegiei 
  - Bătălia de la Drobak Sound a avut loc în prima zi a Invaziei germane a Norvegiei
  - Bătălia de la Narvik - Victorie minoră a Aliaților în Norvegia
- Fortul Eben-Emael(10. – 11. Mai 1940)
- Bătălia de la Sedan (1940)
- Bătălia Atlanticului -Este numele generic dat conflictelor din Oceanul Atlantic între anii 1940-1945.
- Războiul de iarnă - între URSS și Finlanda
  - Bătălia de la Kollaa
  - Bătălia de la Honkaniemi - Singura bătălie de tancuri din Războiul de iarnă.
- Bătălia de la Namsos - Încercare nereușită a Aliaților să oprească germanii în Norvegia
- Bătălia Țărilor de Jos - A fost prima acțiune a Operațiunii Galben, în limba germană Fall Gelb, constând în invadarea de către armata Germaniei naziste a Țărilor de Jos.
- Bătălia Belgiei - Germania nazistă invadează Belgia,  învingând Franța și Forța Expediționară Britanică
- Bătălia Franței - Restul forțelor armate franceze au fost învinse în acțiunea care a urmat Operațiunii Galben (Fall Gelb), în Operațiunea Roșu (Fall Rot)
- Bătălia de la Dunkerque evacuarea cu succes a Forței Expediționare Britanice în cadrul Operațiunii Dynamo.
- Bătălia Angliei-în această bătălie Forțele Aeriene Germane Luftwaffe a eșuat în învingerea Forțelor Aeriene Britanice Royal Air Force, ca prim pas în invazia Regatelor Unite.
- Cucerirea British Somaliland de către Italia
- Războiul greco-italian-Forțele italiene au invadat Grecia dinspre Albania, dar au fost respinse. Contraatacul grec a împins italienii înapoi în Albania.
- Bătălia de la Taranto - Avioane britanice cu bază pe portavioane distrug flota italiană din portul Taranto.

Africa
- Invazia italiană a Egiptului
- Operațiunea Compass: decembrie 1940 – februarie 1941, italienii sunt învinși în Africa de către armata britanică
- Atacul de la Mers-el-Kébir- În Operațiunea Catapult, Royal Navy a distrus o mare parte a flotei franceze pentru a evita ca aceasta să cadă în mâinile germanilor..
- Bătălia de la Dakar sau Operațiunea Menace - a fost o încercare nereușită a Aliaților să captureze portul strategic al Dakarului de la Regimul de la Vichy
- Bătălia Gabonului - Forțele Franceze Libere sub comanda generalului Charles De Gaulle ocupă  Libreville, Gabon, de la forțele franceze ale Regimului de la Vichy

Asia
- Invazia japoneză a Indochinei Franceze- Forțele armate ale Imperiului Japonez invadează cu succes Indochina Franceză, dar lasă controlul țării în mâna  Regimului de la Vichy
- Ofensiva celor o sută de regimente-Ofensiva majoră a Armatei Roșii Chineze împotriva Armatei Imperiale Japoneze

### 1941
Europa de Est
- Campania din Balcani (oct.1940-iunie 1941)
  - Bătălia de la Termopile (1941)
  - Bătălia din Creta - Trupele parașutate ale Germaniei ocupă Creta cu costul unor mari pierderi
  - Invadarea Iugoslaviei: de către Germania Nazistă
  - Bătălia Greciei
- Operațiunea Barbarossa: invazia nazistă a Uniunii Sovietice 
  - Bătălia de la Brody (1941): 23–30 iunie 1941, bătălie de tancuri, victorie germană
  - Bătălia de la Bialystok–Minsk: 22 iunie–3 iulie 1941, victorie germană, pierderi sovietice grave
  - Bătălia de la Smolensk (1941): 10 iulie -10 septembrie 1941, victorie germană, pierderi sovietice grave
  - Bătălia de la Uman:(iulie – 8 august 1941), victorie germană, sunt încercuite două armate la sud de orașul Uman
  - Bătălia de la Kiev (1941):victorie germană, uriașă încercuire a Frontului Sovietic de S-V
  - Bătălia de la Moscova: Victorie strategică sovietică
  - Bătălia de la Sevastopol: începe asediul Sevastopolului
  - Bătălia de la Marea Azov
  - Bătălia de la Rostov (1941)
  - Bătălia de la Odesa
  - Operațiunea Beowulf
  - Prima Bătălie de pe Ladoga

Europa de Vest
- Bătălia de la Strâmtoarea Danemarcei

Asia
- Bătălia de la Ko Chang-Victoria Forțelor navale ale Regimului de la Vichy împotriva Tailandei în  Războiul Franco-Tailandez
- Atacul de la Pearl Harbor: atacul supriză al Japonezilor distruge aproape toată Flota din Pacific a SUA
- Bătălia de la Ciangșa (1941)
- Invadarea japoneză a Tailandei
- Bătălia de la Hong Kong: japonezii ocupă colonia britanică Hong Kong
- Bătălia Guamului (1941): japonezii ocupă Guam, teritoriu american
- Bătălia de la Insula Wake: japonezii ocupă atolul Wake
- Campania din Malaezia

### Africɑ
- Bătălia de la Râul Litani
- Bătălia de la Damasc (1941): Commonwealth și forțele Aliate ocupă Damasc de la Regimul de la Vichy
- Bătălia de la Beirut (1941)
- Bătălia de la Keren februarie-aprilie 1941
- Bătălia de la Capul Matapan
- Bătălia de la Gondar
- Bătălia de la Amba Alagi

Operațiuni militare
- Operațiunea Sonnenblume Februarie – Mai 1941
- Operațiunea Compass decembrie 1740 - februarie 1941
- Operațiunea Brevity mai 1941
- Operațiunea Scorpion mai 1941
- Operațiunea Battleaxe iunie 1941
- Operațiunea Crusader noiembrie-decembrie 1941

### 1942
Europa de Est
- Bătălia de la Stalingrad
- Bătălia de la Sevastopol
- A doua bătălie de la Harkov: încercare nereușită a sovieticilor să cucerească Harkov
- Bătălia de la Drazgose
- Bătălia de la Nanos
- Convoiul PQ 17: un convoi de 35 nave au părăsit Islanda navigând spre Murmansk. La destinație au ajuns 11 nave.

Europa de Vest
- Raidul de la Dieppe
- Operațiunea Anton
- Sabordarea flotei franceze la Toulon
- Operațiunea Cereberus
- Bătălia din Marea Bismarck

Africa
- Bătălia de la Bir Hakeim
- Prima bătălie de la El Alamein
- A doua bătălie de la El Alamein
- Bătălia de la Madagascar
- Operațiunea Torța: noiembrie 1942 debarcarea Aliaților în Africa de nord
- Operațiunea Flax aprilie 1943
- Operațiunea Vulcan mai 1943

Asia
- Bătălia de la Strâmtoarea Makassar
- Bătălia de la Singapore
- Bătălia de la Marea Java
- Bătălia de la Strâmtoarea Badung
- Bătălia de la Java (1942)
- Raidul din Oceanul Indian
- Bătălia de la Insula Crăciunului
- Bătălia de la Corregidor
- Invadarea Burmei
- Raidul Doolittle
- Bătălia din Marea Coralilor
- Bătălia de la Midway
- Campania din Guadalcanal
- Bătălia navală de la Guadalcanal
- Bătălia de la Ciangșa (1942)
- Bătălia de la Insulele Aleutine
- Bătălia de la Portul Sydney
- Bătălia de la Insulele Solomon
- Bătălia de la Golful Milne
- Bătălia de la Buna–Gona
- Bătălia de la Wau
- Campania din Salamaua–Lae
- Campania Kokoda Track
- Bătălia de la Insula Savo: japonezii scufundă patru crucișătoare grele
- Operațiunea Cartwheel: operațiune de neutralizare a bazei navale japoneze de la Rabaul
- Bătălia de la Capul Speranței: sau cea de-a doua bătălie de la Savo
- Bătălia de la Insulele Santa Cruz: lângă Guadalcanal, a fost scufundată USS Hornet (CV-8)
- Bătălia de la Tassafaronga: sau cea de-a patra bătălie de la Savo, victorie tactică japoneză și victorie strategică americană

### 1943
Europa de Est
- Bătălia de la Osankarica
- A treia bătălie de la Harkov: germanii reocupă Harkov
- Bătălia de la Neretva
- Bătălia de la Sutjeska: încercarea germanilor de a distruge partizanii iugoslavi
- Bătălia de la Kursk: cea mai mare bătălie de tancuri

Bătălia de la Smolensk (1943)
- Bătălia de la Kiev (1943)
- Revolta din ghetoul Varșovia
- Campania Dodecaneză
- Bătălia de la Castelul Turjak: lupte cu partizanii sloveni

Europa de Vest*
- Bătălia din Marea Bismarck
- Operațiunea Husky - Invazia Siciliei de către trupele Aliate
- Operațiunea Avalanșa - invazia Italiei de către trupele Aliate
- Raidul de la Schweinfurt
- Misiunea Schweinfurt–Regensburg

Africa
- Bătălia de la Pasul Kasserine
- Operațiunea Retribution mai 1943

Asia
- Bătălia de la Insula Rennell: japonezii scufundă un crucișător american
- Campania din Guadalcanal: Aliații ocupă insula
- Bătălia de la Insulele Komandorski: luptă navală între americani și japonezi pe Marea Bering
- Bătălia de la Attu: SUA înving japonezii la Insulele Aleutine/Alaska
- Bătălia de la Tarawa
- Bătălia de la Makin
- Bătălia de la Linia Bernhardt

### 1944
Europa de Est
- Operațiunea Bagration
- Revolta din Varșovia
- Bătălia de la Debrecen
- Operațiunea Rösselsprung (1944): încercare germană de a-l captura pe Tito.

Europa de Vest
- Bătălia de la Cisterna:30 ianuarie-2 februarie 1944, victorie germană, Aliații eșuează în capturarea orașului Cisterna/Italia
- Bătălia de la Monte Cassino: ianuarie-mai. Aliații reușesc în final să deschidă calea spre Roma
- Bătălia de la Monte Castello, sau Operația Encore
- Bătălia de la Anzio: asaltul american asupra plajelor din Anzio
- Operațiunea Overlord: Bătălia Normandiei
- Linia Gotic
- Market-Garden
- Bătălia de la Aachen
- Operațiunea Queen
- Operațiunea Dragoon: invazia aliată a sudului Franței
- Bătălia de la Scheldt
- Bătălia de la Dealul Crucifixului
- Bătălia din Pădurea Hürtgen
- Ofensiva din Ardeni

Asia
- Bătălia de la Kwajalein
- Bătălia de la Admin Box
- Bătălia de la Eniwetok
- Bătălia de la Imphal
- Bătălia de la Kohima
- Operațiunea Ichi-Go
- Bătălia de la Saipan
- Bătălia de la Guam (1944)
- Bătălia de la Tinian
- Bătălia din Marea Filipinelor
- Bătălia de la Tali-Ihantala
- Bătălia de la Peleliu
- Bătălia de la Leyte
- Bătălia din Golful Leyte
- Bătălia de la Angaur: forțele americane capturează insula Palau

### 1945
Europa de Est
- Bătălia de la Budapesta
- Operațiunea Frühlingserwachen: Ofensiva de la lacul Balaton
- Ofensiva Vienei
- Bătălia de la Înălțimile Seelow
- Bătălia de pe Oder-Neisse
- Bătălia de la Halbe
- Bătălia Berlinului

Europa de Vest
- Bombardarea Dresdei
- Operațiunea Elefant
- Operațiunea Varsity
- Bătălia de la Trieste

Asia
- Raidul de la Cabanatuan: americanii salvează prizonierii de război de pe insulele Bataan și Corregidor
- Bătălia de la Bataan (1945)
- Bătălia de la Manila (1945)
- Bătălia de la Luzon
- Bătălia de la Corregidor (1945)
- Raidul de la Los Baños
- Bătălia de la Mindanao
- Bătălia de la Visayas
- Bătălia de la Meiktila și Mandalay
- Bătălia de la Iwo Jima
- Bătălia de la Henan-Hubei
- Bătălia de la Tarakan (1945)
- Bătălia de la Poljana
- Bătălia de la Odžak
- Bătălia de la Hunan
- Bătălia de la Okinawa
- Bătălia de la Borneo
- Bătălia de la Balikpapan (1945)
- Operațiunea Furtună de august - Invazia sovietică a Manciuriei

## Asedii
- Asediul Varșoviei (1939)
- Asediul Leningradului
- Asediul Lwow-ului
- Asediul Modlin-ului
- Asediul Odessei
- Asediul Sevastopolului
- Asediul Tobrukului
- Asediul Budapestei (1944)
- Asediul Bastogne-ului

## Bătălii navale
1939
- Bătălia de la River Plate

1940
- Prima Bătălie de la Narvik
- Cea de-a Doua Bătălie de la Narvik

1941
- Atacul de la Pearl Harbor

1942
- Bătălia din Marea Coralilor
- Bătălia de la Midway
- Bătălia de la Guadalcanal

1943
- Bătălia de la Insulele Komandorski

1944
- Bătălia din Golful Leyte

1945
- Operațiunea Ten-Go

## Linii defensive
- Zidul Atlanticului
- Linia Maginot
- Linia Siegfried

## Războaie contemporane
- Războiul Anglo-Irakian
- Războiul Civil Chinez
- Războiul Civil Grec
- Al Doilea Război Italo-Etiopian
- Al Doilea Război Chino-Japonez
- Bătălia de la Halhân-Gol
- Războiul Civil Spaniol
- Războiul de Iarnă (Războiul Ruso-Finlandez)
- Războiul din Laponia